# Киннунен, Хейкки
Хейкки Киннунен (фин. Heikki Kinnunen; род. 8 апреля 1946, Раахе, Финляндия) — финский актёр, ставший широко известным благодаря участию в комедийном сериале «Ällitälli» (с фин. — «Мне это надоело»). В дальнейшем, успех и кинонаграды актёру принес именно жанр комедии.

## Карьера
Киннунен исполнил главную роль (майора Керми) в серии фильмов «Vääpeli Körmy», выпущенных между 1990 и 1997 годами. Каждый фильм пародирует аспекты финских Сил обороны, а также международные отношения Финляндии, её президентов и различные политические и социальные стороны финской жизни. Интересно, что фильмы случайно «предвидели» два будущих исторических события: победу Финляндии на чемпионате мира по хоккею против СССР, а также факт разрешения женщинам добровольно служить в армии.
Также, за свою карьеру Киннунен принял участие в съемках пяти фильмов об Ууно Турхапуро.
Самая известная комедийная крылатая фраза Киннунена — " Onks Viljoo näkyny? («Ты видел Вильо?») — родилась в скетч-шоу на MTV, где актёр появлялся, задавая людям этот вопрос, а затем спрашивал что-то совершенно по другой теме. Кто такой Вильо и почему персонаж Киннунена искал его, никогда не объяснялось. Скетч и фраза актёра, в частности, стали настолько популярны, что в 1988 был снят фильм «Onks Viljoo näkyny?», главную роль в котором исполнил Хейкки Киннунен.
Летом 2018 года в Финляндии состоялась премьера комедийной драмы «Дед, привет!» с Хейкки в главной роли. Картина была показана на нескольких кинофестивалях, в том числе на XXIX Неделе финского кино в Санкт-Петербурге. Фильм был представлен под названием «Удачи тебе, Ворчун».

## Личная жизнь
Актёр был женат и разведён дважды. Первый брак Киннунена продлился 16 лет (1986—2002), его женой была актриса Сату Силво. У пары двое детей. Второй женой актёра была Роза-Мари Прехт, также актриса. От этого брака у Киннунена 1 ребёнок. Все трое детей Хейкки (Сантери, Вильма и Пааво) стали актёрами.

## Избранная фильмография
- Aatamin puvussa ja vähän Eevankin (1971)
- Uuno Turhapuron muisti palailee pätkittäin (1983)
- Onks' Viljoo näkyny? (1988)
- Uuno Turhapuro — kaksoisagentti (1987)
- Vääpeli Körmy ja marsalkan sauva (1990) — серджант-майор Керми
- Uuno Turhapuro herra Helsingin herra (1991) — серджант-майор Керми
- Vääpeli Körmy ja vetenalaiset vehkeet (1991) — серджант-майор Керми
- Vääpeli Körmy ja etelän hetelmät (1992) — серджант-майор Керми
- Vääpeli Körmy: Taisteluni — Min Kampp (1994) — серджант-майор Керми
- Uuno Turhapuron veli (1994)
- Vääpeli Körmy ja kahtesti laukeava (1997) — серджант-майор Керми
- Uuno Turhapuro — This Is My Life (2004)
- Дед, привет! (2018)